# Vanacampus margaritifer
Vanacampus margaritifer és una espècie de peix de la família dels singnàtids i de l'ordre dels singnatiformes que habita a des de Southport (Queensland) fins a Victòria i Austràlia Occidental. És un peix marí de clima temperat que viu entre 0-10 m de fondària. Els mascles poden assolir 15,9 cm de longitud total.
És ovovivípar i el mascle transporta els ous en una bossa ventral, que té a sota de la cua.